# Thames Ditton Island
Thames Ditton Island ist eine Insel in der Themse bei Thames Ditton, in Surrey oberhalb des Teddington Lock. Thames Ditton Island ist die größte von drei Inseln, die hier eine dichte Gruppe bilden und ist 320 m lang mit 47 Häusern und Anlegestellen. Auf der Boyle Farm Island steht ein einziges Haus. Die Swan Island in der Mitte zwischen den beiden ist die kleinste Insel der Gruppe mit einer Holzhütte.

## Geschichte
Henry VIII lebte im Hampton Court Palace, bevor es Schleusen im Verlauf der Themse gab; diese erreichten Teddington 1810. Der Fluss war auch in diesem Abschnitt von den Gezeiten beeinflusst und es gab nur die Kingston Bridge jenseits der Putney Bridge, bevor man Chertsey Bridge erreichte. Es gab keine Hampton Court Bridge, stattdessen kam man aus dem Südwesten von Surrey zur Thames Ditton High Street und dann über die heutige öffentlichen Slipanlage zum Fluss, wo dieser in einem geraden Abschnitt bei Ebbe flach genug war, um eine Furt zu bilden, zum Palast. Bei Flut gab es eine Fähre, für die man ein oder zwei Groat bezahlte.
Anstatt die Kingston Bridge von London kommend zu nutzen, wurde der König von Westminster gerudert. Der letzte Abschnitt des Flusses bis zum Palast war ursprünglich ein besonders gewundener und enger Flussarm vor allem bei Ebbe oder in Zeiten von geringen Niederschlägen. Um eine großartigere Ankunft des Königs am Palast zu gewährleisten und Flutgefahr für den Ort zu senken, wurde der Fluss begradigt und trennte die Inseln vom Gelände des Palasts.
Die erste Holzbrücke über die Themse am Hampton Court Palace wurde 1753 eröffnet. Für die Brücke musste eine Maut bezahlt werden und bis mindestens 1911 gab es eine Fähre am Swann Inn nahe den Inseln, die weniger Geld verlangte als die Brücke.
Bis ins 20. Jahrhundert war Thames Ditton Island ein Teil von Middlesex und dann ab 1965 von Greater London. Schon 1930 sandten die Einwohner ein Schreiben an das Middlesex County Council und baten darum, dass die Insel zu Surrey käme. Die Insel wurde schließlich am 1. April 1970 vom London Borough of Richmond upon Thames an den Esher Urban District in Surrey übertragen.

## Nutzung der Insel in der Vergangenheit
Viele Jahrhunderte war die Insel Teil des Landbesitzes der Manor of Imworth (oder Imber). In einer Aufstellung über die Manor of Imber von 1608 wird die Insel als the Colly’s Eite bezeichnet und als 2 Acre Weideland verzeichnet. Auf der Uferseite von Surrey stellten eine Slipanlage und ein Kai einen guten Halt für Waren und Personen auf dem Weg von oder nach London. Große Barken aus dem Hafen von London machten hier fest luden oder entluden Waren und die Schiffer besuchten die Gaststätten.
Die Insel war kaum mehr als ein schlammiger Hügel aber die Skiffs von Tagesausflüglern aus Kingston legten hier an, damit man ein Picknick am Fluss machen konnte. Im frühen 20. Jahrhundert kam die Idee von Bungalows am Fluss in Mode. Die Idee verbreitete sich. Es wurden eine Reihe von Wochenendbungalows auf der Insel gebaut. Es gab keine Wasserver- und -entsorgung also mussten Wasser genau wie Petroleum in Kanistern herübergebracht werden.
Im Laufe der Zeit nahm die Attraktivität der Uferlage immer mehr zu und 1930 war der gesamte Umfang der Insel mit hölzernen Bungalows bebaut. Der Bau einer Hängebrücke 1939 machte es möglich, dass die Insel dauerhaft bewohnt wurde, da man alles Lebensnotwendige nun über die Brücke anliefern konnte, genauso wie ein Anschluss an die Wasserver- und Entsorgung und die Strom- und Gasversorgung erfolgte. Ursprünglich waren die Grundstücke vom Wirt des Olde Swan Pub gepachtet, doch bis 1963 gingen sie alle in den Besitz der Hauseigentümer über. Es wurde eine Gesellschaft gegründete, die die Brücke und das umgebende Land übertragen bekam und für den allgemeinen Unterhalt der Insel verantwortlich ist.

## Boyle Farm Island

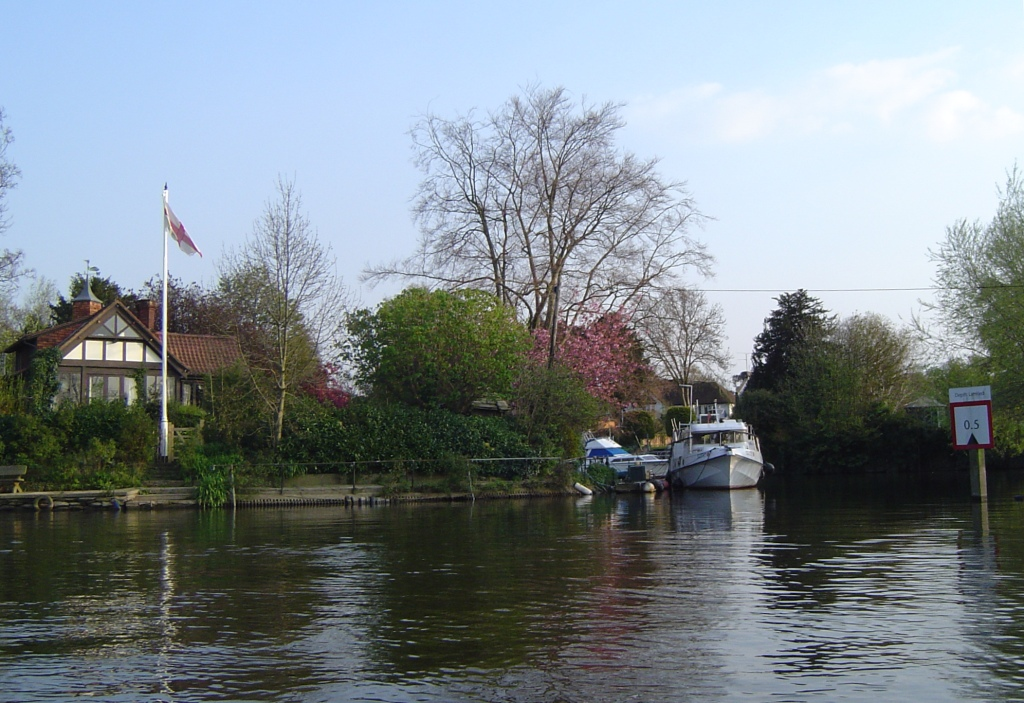
Boyle Farm Island

Boyle Farm Island ist die zweitgrößte der drei Inseln.(51° 24′ N, 0° 20′ W) Es steht ein Haus auf der Insel, das von einer Familie bewohnt wird. Im Gegensatz zur Thames Dittion Island war die Boyle Farm Island immer in Surrey.

## Swan Island
Swan Island ist die kleinste der drei Inseln.(51° 24′ N, 0° 20′ W) Auf dieser Insel stand früher die Hütte des Fährmanns, die vom heutigen Besitzer der Insel renoviert wurde. Der Ortshistoriker Philip J. Burchett urteilte, dass das Leben dieses Fährmanns sehr bescheiden gewesen sein muss, wenn er Menschen zu jeder Tageszeit für ein wenig Geld übersetzen musste. Es ist fraglich ob die Insel überhaupt noch als unabhängige Insel gelten kann, da es mittlerweile ein angespülte Landverbindung zur Thames Ditton Island gibt.

## Die Insel heute

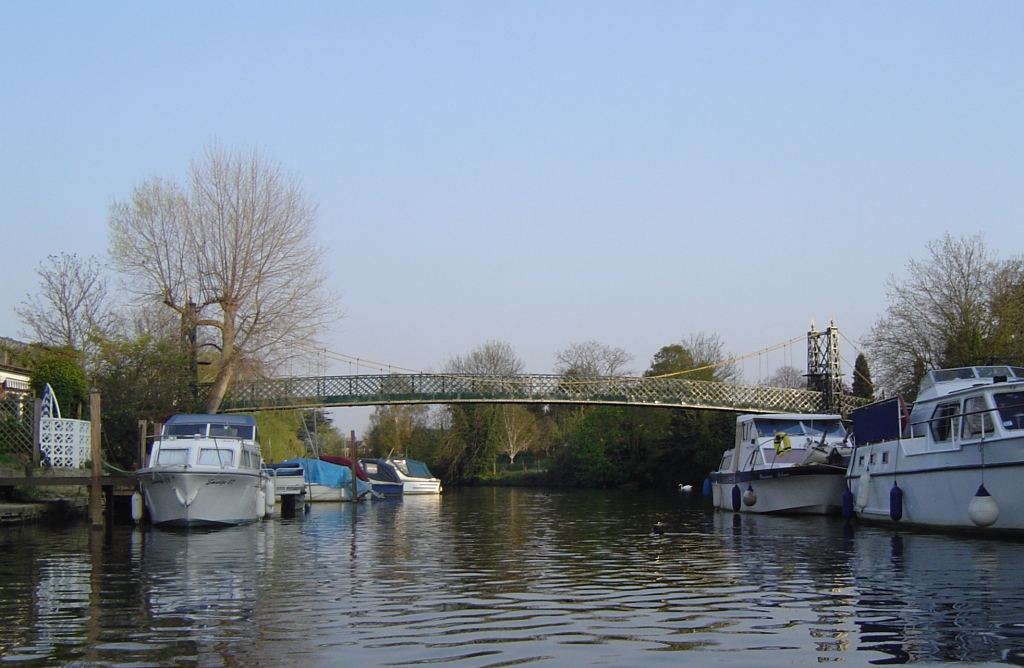
Die Brücke zur Thames Ditton Island (links)

Fast alle Gebäude der Insel stehen auf Stelzen, um Flutschäden zu verhindern. 2007 stand die Insel aber unter mehreren Fuß Wasser in der höchsten Flut der Themse seit mehreren Generationen. Anfang 2014 wiederholt sich eine Überflutung mit mehreren Fuß Wasser und diese Flut stand höher auf der Insel als die vorherige große Flut, denn sie war die höchste seit Beginn von Aufzeichnungen an dieser Stelle im Jahr 2003.